# Ленц, Роберт Семёнович
Ро́берт Семёнович Ленц (настоящая фамилия Ко́фсман; 12 декабря 1964, Москва) — советский и российский певец и музыкант, солист группы «Браво» с 1995 года и группы Mess Age (1991—1994).

## Биография
Родился в семье геофизиков. Отец Роберта, Семён Моисеевич Кофсман — геофизик-сейсморазведчик, окончил Московский нефтяной институт в 1957 году. Мать Роберта — Людмила Кофсман
В школе увлекался водными лыжами, является кандидатом в мастера спорта. После школы пытался поступить в Московский институт нефтехимической и газовой промышленности. После провала на вступительных экзаменах ушёл в армию, где служил пожарным на Новой Земле.

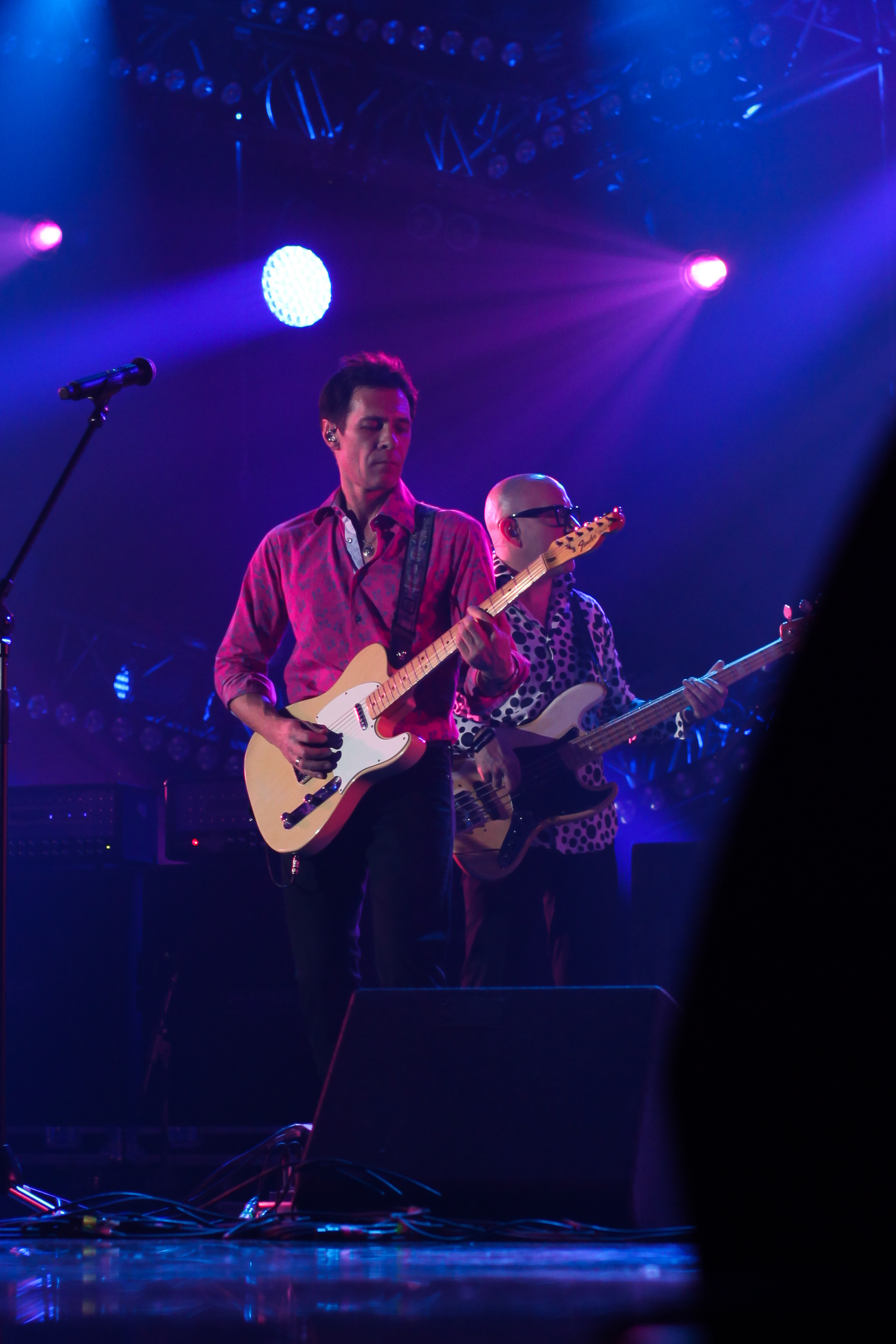
Роберт Ленц в составе группы «Браво», 2014

В конце 80-х годов возглавил англоязычную рокабилли-группу «Тихий час», с которой записал магнитоальбом и единственный миньон. В 1989 году пробовался в группу «Браво» вокалистом, но не прошёл отбор, уступив место у микрофона Евгению Осину. Временно оставшись не у дел, Кофсман берёт псевдоним Ленц и создаёт группу «Mess Age», в составе которой также засветился барабанщик Павел Кузин. Параллельно играл с группами «Бахыт-Компот» и Джоанной Стингрей.
В 1995 году вошёл в состав группы «Браво» как вокалист и гитарист. С той поры является бессменным участником группы.

## Личная жизнь и хобби
Был дважды женат. Коллекционирует бутлеги «Led Zeppelin». Среди увлечений — горные лыжи, водные лыжи, сноуборд, серфинг, роликовые коньки.